# George Stubbs
George Stubbs (Liverpool, 25 augustus 1724 — Londen, 10 juli 1806) was een Engels kunstschilder. Hij werd vooral bekend als paardenschilder.

## Leven en werk
Stubbs was de zoon van een leerhandelaar. Na korte tijd in de leer te zijn geweest bij de graveur Henry Winstanley, koos hij voor het schildersvak. Hij studeerde anatomie in een ziekenhuis te York, maar als kunstenaar was hij verder autodidact.
In 1754 reisde Stubbs naar Italië, om in 1756 weer terug te keren naar Engeland. In 1759 vestigde hij zich in Londen, waar hij grote bekendheid verwierf als paardenschilder en -tekenaar, een genre dat daar toentertijd erg populair was. Zijn bekendste werk is Whistlejacket (1762), dat hij maakte in opdracht van eerste minister markies Charles Watson-Wentworth. In 1766 publiceerde hij het boek The Anatomy of the Horse, dat door veel paardenschilders na hem als een soort van handboek werd gebruikt.
Stubbs schilderde ook vaak andere dieren dan paarden, waaronder exotische, die hij in privé-dierentuinen observeerde. Ook maakte hij diverse groepsportretten, vaak ook van boeren op het platteland, waarop dan meestal ook wel weer paarden te zien waren.
Stubbs was lid van de Society of Artists of Great Britain en vervolgens de Royal Academy of Arts. Hij overleed in 1806, 81 jaar oud. Zijn werk is te zien in vrijwel alle belangrijke Britse musea, waaronder de National Gallery, Tate Britain en het Victoria and Albert Museum. Veel van zijn schilderijen bevinden zich ook in de Royal Collection.

## Galerij

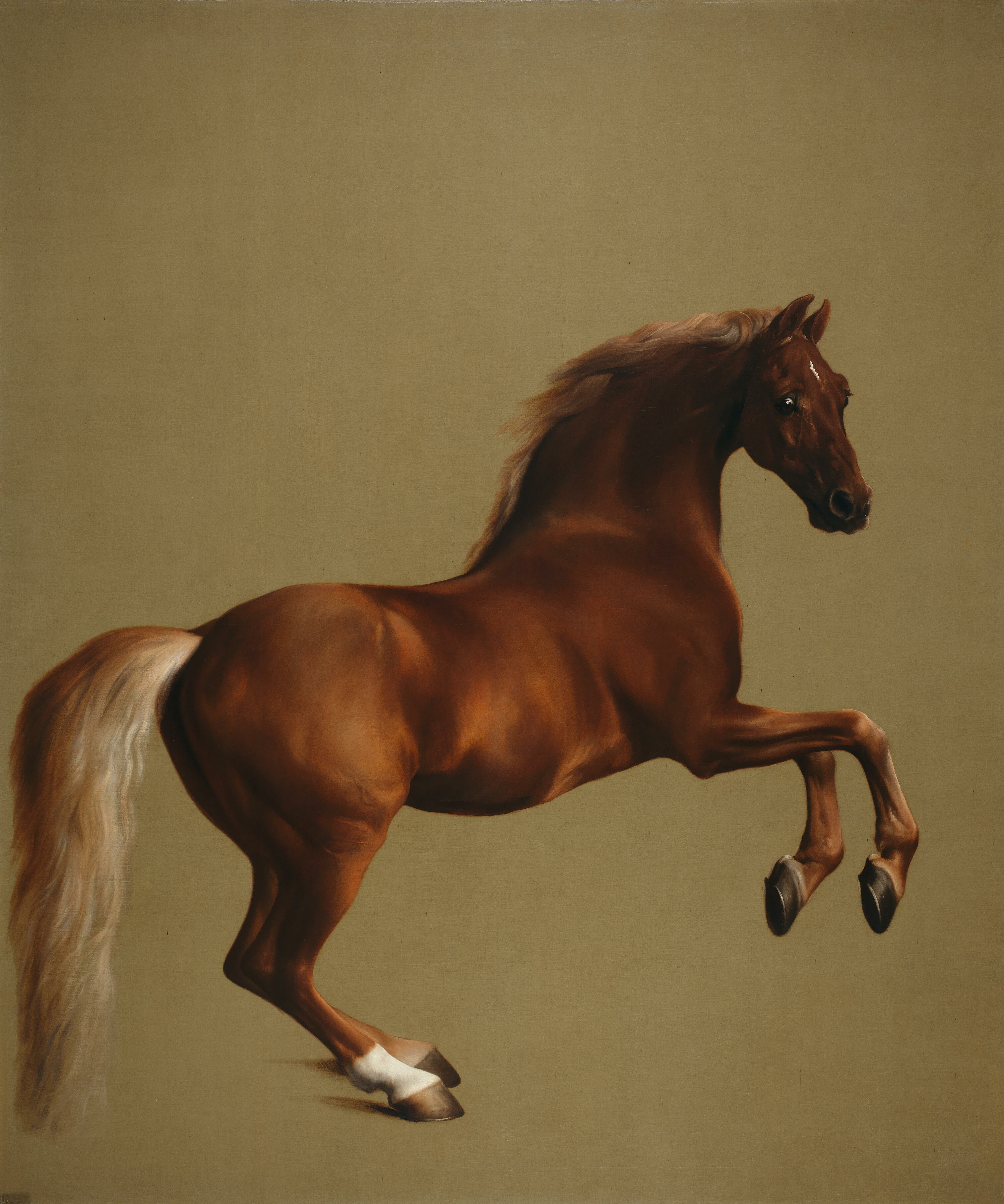
Whistlejacket
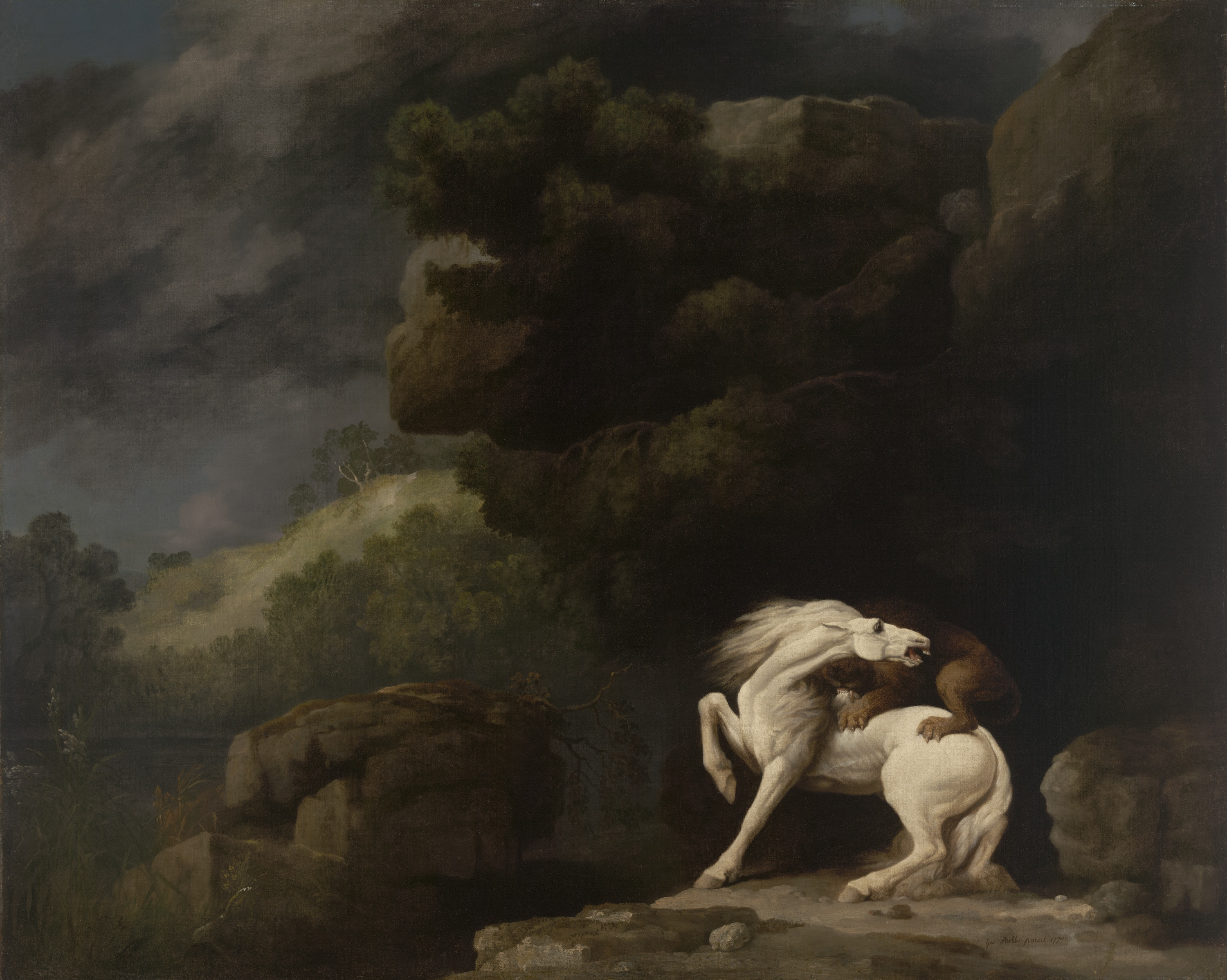
A Lion Attacking a Horse
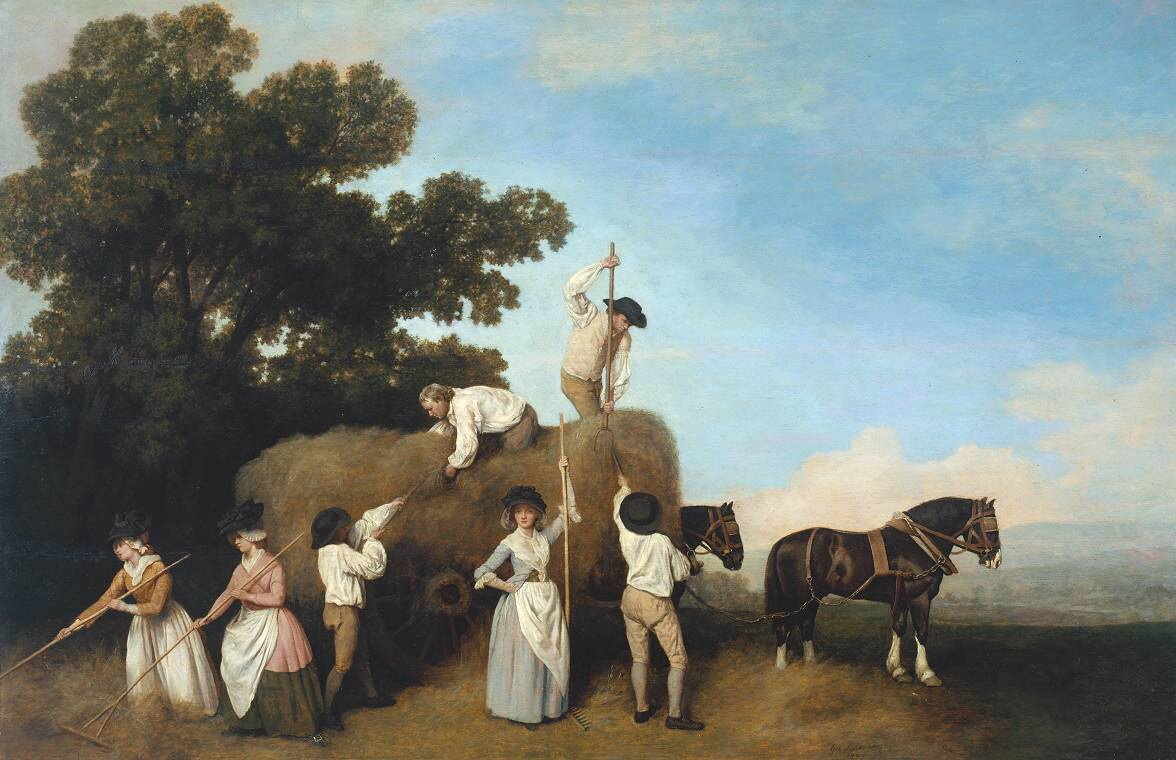
Haymakers - Bij het binnenhalen van het hooi

## Tentoonstelling
- George Stubbs : de man, het paard, de obsessie. Mauritshuis, 20 februari - 1 juni 2020.